# Punadistelstaart
De punadistelstaart (Asthenes helleri; synoniem: Schizoeaca helleri) is een zangvogel uit de familie Furnariidae (ovenvogels). Deze vogel is genoemd naar zijn ontdekker, de Amerikaanse zoöloog Edmund Heller (1875-1938).

## Verspreiding en leefgebied
Deze soort komt voor in zuidelijk Peru en noordelijk Bolivia.

## Status
De grootte van de populatie is niet gekwantificeerd maar de soort wordt omschreven als algemeen. Op de Rode lijst van de IUCN heeft deze soort de status niet bedreigd.